# Kita (Osaka)
Kita (jap. 城東区 Kita-ku; dosł. dzielnica północna) – jedna z 24 dzielnic Osaki, stolicy prefektury Osaka. Dzielnica została założona 1 kwietnia 1889 roku jako jedna z pierwszych czterech dzielnic. 1 kwietnia 1943 roku wydzielono jej wschodnią część i utworzono dzielnicę Miyakojima. 13 lutego 1989 roku dzielnica połączyła się z dzielnicą Ōyodo (jap. 大淀区).
Położona jest w północnej części miasta. Graniczy z dzielnicami Miyakojima, Fukushima, Chūō, Nishi, Yodogawa i Higashiyodogawa.
Kita, w szczególności obszar Umeda otaczający stację Ōsaka, jest jednym z głównych centrów handlowych w Osace. Dzielnica Kita jest także centrum zarządzania finansami, w którym mieści się siedziba Mennicy Japońskiej i oddział Banku Japonii.